# Stavudin
Stavudin (d4T) (Handelsname: Zerit®; Hersteller: Bristol-Myers Squibb) ist ein Arzneistoff zur Behandlung von mit HIV-1 infizierten Patienten im Rahmen einer antiretroviralen Kombinationstherapie, wird heute in den westlichen Industrieländern jedoch kaum noch eingesetzt.
Er gehört zur Gruppe der nukleosidischen Reverse-Transkriptase-Inhibitoren (NRTI).

## Eigenschaften
Stavudin kann in vier verschiedenen Kristallformen auftreten. Die polymorphen Formen I, II und IV unterscheiden sich anhand ihrer Schmelzpunkte mit 168,1 °C, 165,5 °C und 169,5 °C. Form I ist die bei Raumtemperatur thermodynamisch stabile Form. Bei Form III handelt es sich um 1/3-Hydrat mit einem stöchiometrischen Verhältnis von Wirkstoff zu Wasser von 3 : 1 im Kristallgitter.

## Pharmakologie
In vitro wurde die antiretrovirale Aktivität von Stavudin nachgewiesen. Die Substanz ist in vitro ca. 5- bis 10-mal schwächer als Zidovudin. In Kombination mit anderen antiviralen Wirkstoffen konnten synergistische Wirkungen nachgewiesen werden. Die Entwicklung Stavudin-resistenter HI-Viren wurde in vitro nachgewiesen.

## Pharmakokinetik
Die Bioverfügbarkeit von Stavudin ist gut. Etwa 90 % werden oral resorbiert. Die gleichzeitige Einnahme mit der Nahrung hat nur geringe, klinisch nicht relevante, Auswirkungen. Nach Einnahme von 40 mg werden im Plasma Spitzenkonzentrationen von ca. 0,8–1,0 mg/l erzielt. Liquorkonzentrationen: bis ca. 70 % der Plasmakonzentrationen. Eliminationshalbwertzeit: ca. 1,6 Stunden. Intrazelluläre Halbwertzeit des biologisch aktiven Triphosphates: ca. 3,5 Stunden.

## Nebenwirkungen
Stark mitochondrial toxisch, Lipoatrophie, periphere Neuropathien (PNP), vor allem in Kombination mit DDI, selten Diarrhoe, Übelkeit, Kopfschmerzen, Steatosis hepatis, Pankreatitis, sehr selten: Laktatazidose.
Kontraindiziert bei PNP. Neurotoxische Medikamente vermeiden (Ethambutol, Cisplatin, INH, Vincristin etc.).

## Entwicklung
Die Substanz wurde 1966 von Jerome P. Horwitz synthetisiert.